# Baskin-Robbins

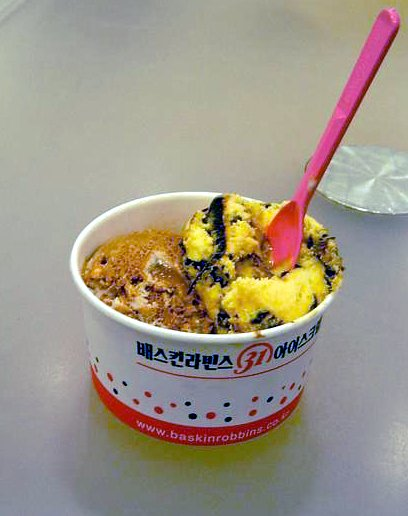
Baskin-Robbins-ijsje

Baskin-Robbins is een Amerikaanse keten van ijswinkels die internationaal opereert. Het bedrijf begon in  1945 in Glendale, Californië en werd opgericht door Burt Baskin en Irv Robbins.
Baskin-Robbins-restaurants bevinden zich, naast de Verenigde Staten, onder meer in Canada, Japan, Rusland en Zuid-Korea. In de VS alleen zijn 2.700 Baskin-Robbins-ijswinkeltjes te vinden, en buiten de VS nog eens 2.800. Op 28 maart 2018 werd bekend dat de keten zich in Nederland gaat vestigen met 10 tot 15 filialen. In dat jaar heeft Baskin-Robbins 3 winkels geopend: in Amsterdam, Utrecht en Tilburg.